# Neottia formosana
Neottia formosana är en orkidéart som beskrevs av S.C.Chen, S.W.Gale och Phillip James Cribb. Neottia formosana ingår i släktet näströtter, och familjen orkidéer. Inga underarter finns listade i Catalogue of Life.